# Cảnh Ai vương
Cảnh Ai Vương (mất 927, trị vì 924–927) là quốc vương thứ 55 của vương quốc Tân La. Ông là con trai của Thần Đức Vương và Nghĩa Thành (Uiseong) vương hậu họ Kim, và cũng là đệ của Cảnh Minh Vương, người ông kế vị ngai vàng. Ông có tên húy là Phác Ngụy Ưng (朴魏膺, 박위응, Bak Wi-eung)
Lên ngôi vào năm 924, Cảnh Ai Vương đã cai trị Tân La trong thời đại Hậu Tam Quốc, và do đó chỉ cai trị một phần lãnh thổ nhỏ so với vương quốc trong thời đại Tân La Thống nhất. Cuối cùng, phần lãnh thổ nhỏ cuối cùng này cũng bị Hậu Bách Tế của Chân Huyên (Gyeon Hwon) tấn công áp đảo.
Suy nghĩ về việc tìm kiếm liên minh từ bên ngoài để chống lại Hậu Bách Tế, Cảnh Ai Vương đã chọn Đại Khiết Đan quốc (đời hoàng đế Gia Luật A Bảo Cơ) và phái sứ giả sang Đại Khiết Đan quốc để lập liên minh giữa hai nước vào đầu năm 925. Tuy nhiên Đại Khiết Đan quốc đang bị quân đội của vương quốc Bột Hải (đời vua Đại Nhân Soạn) tấn công mãnh liệt. Toàn bộ Liêu Hà và vùng phía tây Liêu Hà của Đại Khiết Đan quốc đã rơi vào tay vương quốc Bột Hải. Kinh đô Lâm Hoàng (臨潢, nay thuộc Xích Phong, Nội Mông, Trung Quốc) của Đại Khiết Đan quốc đang trong tình trạng báo động. Cảnh Ai Vương liền phái một đạo quân Tân La theo đường biển đi lên phía đông bắc đánh phá Nam Hải phủ và Long Nguyên phủ của vương quốc Bột Hải và phái một đạo quân Tân La đi đường biển lên phía tây bắc hỗ trợ Đại Khiết Đan quốc chống lại quân đội của vương quốc Bột Hải đang xâm lược.
Núi Trường Bạch (Baekdu, Bạch Đầu trong tiếng Triều Tiên) thuộc Áp Lục phủ trong lãnh thổ vương quốc Bột Hải đã phun trào núi lửa một cách khủng khiếp vào thế kỷ thứ X (có khả năng là trong thời gian từ đầu năm 925 đến năm 947), ngọn núi khi đó nằm ở trung tâm của vương quốc Bột Hải. Núi Trường Bạch hiện vẫn còn một trong các hõm chảo núi lửa lớn nhất thế giới là Thiên Trì. Tro tàn của vụ phun trào này có thể tìm thấy trên một khu vực rộng lớn, thậm chí là trong lớp trầm tích tại miền bắc Nhật Bản (đời Thiên hoàng Daigo). Vụ nổ đã tạo ra một số lượng rất lớn tro núi lửa, gây thiệt hại nông nghiệp và tính ổn định của xã hội Bột Hải.
Do hậu quả của thiên tai này quá lớn nên vua Đại Nhân Soạn đã cho rút toàn bộ quân đội Bột Hải ra khỏi lãnh thổ Đại Khiết Đan quốc để về khắc phục hậu quả thiên tai của vương quốc Bột Hải. Sau đó, các chiến binh Tân La đã được hoàng đế Gia Luật A Bảo Cơ khen thưởng nhờ công lao giúp ông ta đánh đuổi quân Bột Hải xâm lược. Cuối năm 925 hoàng đế Gia Luật A Bảo Cơ xuất quân xâm lược vương quốc Bột Hải (đời vua Đại Nhân Soạn). Sang đầu năm 926, hoàng đế Gia Luật A Bảo Cơ chính thức tiêu diệt vương quốc Bột Hải.
Từ năm 926, vua Chân Huyên của Hậu Bách Tế tiếp tục tấn công và chiếm nhiều thành trì của nước Tân La (đời vua Cảnh Ai Vương). Năm 927, cảm thấy vua Chân Huyên của Hậu Bách Tế sắp đánh đến kinh đô Gyẹongu của Tân La, Cảnh Ai Vương đã gửi yêu cầu tiếp viện đến Cao Ly (đời vua Vương Kiến).
Ngay sau đó, vua Chân Huyên của Hậu Bách Tế đã đích thân lãnh đạo quân đội của mình tấn công thẳng vào kinh đô Tân La là Gyeongju. Vua Cảnh Ai Vương đã không chuẩn bị trước để đối phó. Khi quân đội của Chân Huyên tiến vào cướp phá kinh đô Gyeongju, họ đã tìm ra vua Cảnh Ai Vương đang dự tiệc tại Bào thạch đình (Poseokjeong). Nhà vua đã tự sát thay vì đầu hàng. Chân Huyên sau đó lập Kim Phó (Kim Bu) làm quốc vương tiếp theo của Tân La, tức là vua Tân La Kính Thuận Vương. Vua Vương Kiến đã đến Tấn La với một đội quân hùng mạnh một thời gian ngắn sau khi Gyeongju thất thủ.
Sau đó Chân Huyên từ Gyeongju trở về phía tây. Trên đường trở về, Chân Huyên đã chạm trán với lực lượng Cao Ly với 10.000 quân của Vương Kiến nước Cao Ly tại núi Palgong thuộc Daegu ngày nay. Quân đội của Chân Huyên đã dễ dàng đánh bại quân Cao Ly, giết chết nhiều dũng tướng và chiến binh của Vương Kiến, trong khi chỉ một mình Vương Kiến chạy thoát nhờ sự hi sinh anh dũng của tướng Thân Sùng Khiêm (Shin Sung-gyeom) và Kim Nak.
Cảnh Ai Vương được chôn tại Namsan. Lăng mộ của ông được gọi là "Haemongnyeong."